# Agriculture durable

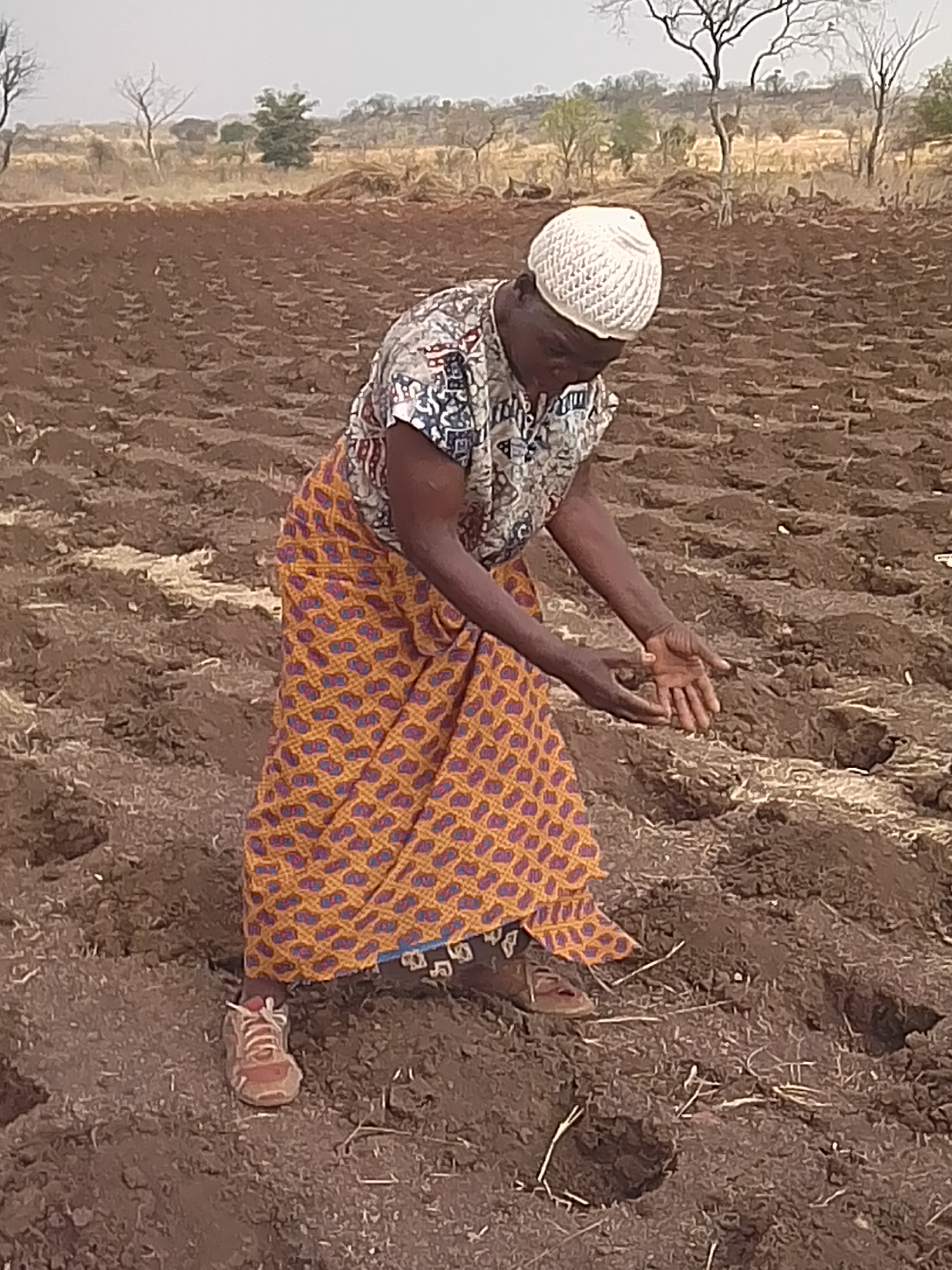
L'agriculture de conservation (ici pratiquée par une paysanne de Zambie) est une forme d'agriculture durable.

L'agriculture durable est l'application à l'agriculture des principes du développement durable tels que définis par la communauté internationale à Rio de Janeiro en juin 1992. Il s'agit d'un système de production agricole qui vise à assurer une production pérenne de nourriture, de bois et de fibres en respectant les limites écologiques, économiques et sociales qui assurent la maintenance dans le temps de cette production.

## Objectifs poursuivis
L'agriculture durable vise notamment à réduire l'impact environnemental de l'agriculture. C'est une agriculture qui protège la biodiversité, l'eau et les sols qui lui sont nécessaires et qui les utilise mieux via les auxiliaires de l'agriculture et les services écosystémiques. C'est aussi une agriculture multifonctionnelle. Les systèmes agricoles durables émettent peu de gaz à effet de serre responsables du changement climatique.
L'agriculture durable vise une amélioration de la pérennité du système, en créant plus de richesses pérennes par unité de production, sur une base plus équitable. Ces principes sont basés sur la reconnaissance du fait que les ressources naturelles ne sont pas infinies et qu'elles doivent être utilisées de façon judicieuse pour garantir durablement la rentabilité économique, le bien-être social, et le respect de l'environnement (les trois dimensions du développement durable).
Concrètement et dans l'idéal (rien n'assurant qu'une agriculture respectant simultanément toutes ces qualités soit possible) :
- L'agriculture durable limite la contribution du secteur à l'effet de serre[3].
- Elle vise l'utilisation optimale des ressources naturelles : utilisation des biens et services fournis par la nature, en premier lieu de l'eau, comme intrants fonctionnels ; préférence pour un approvisionnement local moins gourmand en énergie. Pour cela, elle utilise les processus naturels et régénérateurs, comme les précipitations, les cycles nutritifs, la fixation biologique de l'azote, la reconstitution des sols et les ennemis naturels des ravageurs, la pollinisation naturelle.
- Elle limite la production de déchets non réutilisés en créant des interdépendances avec d'autres activités économiques, dans un objectif de plus grande efficacité globale, et favorise l'utilisation des sous-produits de l'activité agricole ou de toute autre activité.
- Elle utilise des pratiques limitant l'érosion et la dégradation des sols, réduit l'usage d'intrants pour protéger les ressources en eau.
- Elle ne porte pas atteinte à l'intégrité des personnes, notamment en limitant l'usage de pesticides naturels ou de synthèse qui peuvent nuire à la santé des agriculteurs et des consommateurs (voir sûreté biologique).
- Elle protège la biodiversité.

### Définition
Zahm et al. (2015 et 2023) proposent une définition de l'agriculture durable. Ils définissent l'exploitation agricole durable comme une exploitation agricole viable, vivable, transmissible et reproductible inscrivant son développement dans une démarche sociétalement responsable. Cette démarche renvoie aux choix de l’agriculteur quant aux effets de ses activités et de ses modes de production au regard des objectifs propres à son exploitation mais aussi au regard d’objectifs externes à son exploitation renvoyant à des échelles socio-spatiales de niveau supérieur. Son développement repose sur 5 propriétés émergentes des systèmes agricoles durables : autonomie, robustesse, capacité productive et reproductive de biens et services, ancrage territorial et responsabilité globale.

## Quelques principes d'agriculture durable
Pour être durable, l'agriculture doit respecter quelques principes :
- la conservation du sol (agriculture de conservation) ;
- la conservation des ressources en eau : on constate qu'à l'échelle mondiale, les ressources en eau sont surexploitées, de sorte que le niveau des nappes phréatiques baisse presque partout, et notamment dans les grandes régions céréalières de Chine, des États-Unis et d'Inde ;
- la conservation des ressources génétiques et de la biodiversité ;
- l'aménagement durable des pâturages naturels ;
- la lutte contre la désertification ;
- la sobriété dans l'usage des ressources naturelles ;
- boucler les flux de matière et d'énergie en s'appuyant sur un principe d'autonomie ;
- produire en respectant la qualité des écosystèmes et la santé humaine ;
- produire en respectant des principes éthiques pour un développement humain de qualité ;
- rémunérer les producteurs de façon suffisante pour garantir la viabilité économique à long terme.

À ces principes de base, il faut ajouter la nécessité d'éviter les usages dispersifs des métaux en agriculture. L'étude de l'association des Centraliens sur la raréfaction des métaux recense un certain nombre d'usages dispersifs à éviter.

## Dans le monde

### Agriculture familiale
Les deux premiers Objectifs de développement durable proposés par l'Organisation des Nations unies sont l'éradication de la pauvreté et celle de la faim. Pour remplir ces objectifs, l'Organisation des Nations unies pour l'alimentation et l'agriculture (FAO) accorde une importance particulière à l'agriculture familiale. Ce modèle occupe une place prépondérante dans l'agriculture mondiale ; l'agriculture familiale produisait 80 % des produits agricoles en 2014.
L'Organisation des Nations unies pour l'alimentation et l'agriculture déclare l'année 2014 année internationale de l'agriculture familiale. En 2017, l'Assemblée générale des Nations unies proclame la période 2019-2028 décennie des Nations unies pour l’agriculture familiale. Elle décide de soutenir plus activement ce modèle qui semble le mieux répondre aux objectifs du millénaire pour le développement comme l'éradication de la faim, la préservation des ressources et la création d'emplois.

## Dans l'Union européenne

### Développement rural
La Politique agricole commune de l'Union européenne a fait l'objet de révisions en 1999. Le premier pilier sur le contrôle des marchés a été complété par un deuxième pilier : le développement rural, qui fait référence au développement durable, sur la filière forestière.
Le développement rural est décrit dans le règlement de développement rural (RDR) de la PAC qui peut financer des mesures agroenvironnementales via les États membres. Une première version de ce règlement a été établie pour la période 2000-2006. Une seconde version (règlement de développement rural II) a été établie pour la période 2007-2013. Par ailleurs, l'Union européenne a édicté des directives sur la sécurité alimentaire (paquet hygiène) qui concerne toute la filière agricole et agroalimentaire (« de la fourche à la fourchette »). Il existe aussi une série de normes internationales sur la traçabilité des denrées alimentaires : ISO 22000.

### Déclinaison dans les États membres de l'Union européenne
Le RDR européen se décline dans chaque États membres de l'Union européenne par un plan de développement rural national (PDRN).
La loi d'orientation agricole du 9 juillet 1999 définit un cadre contractuel innovant entre agriculteurs et pouvoirs publics, devant permettre de répondre aux nouvelles attentes de la société civile en matière de multifonctionnalité de l’agriculture et de développement durable.
Ce cadre est défini dans le Contrat Territorial d'Exploitation (CTE). Les CTE ont été modifiés par des Contrats d'agriculture durable (CAD) : le but est toujours de préserver les ressources naturelles en luttant pour la qualité des sols, de l'eau, de la biodiversité et des paysages (cf. décret 2003-675 du 22 juillet 2003).

### Conditionnalité des aides PAC
La conditionnalité soumet le versement de certaines aides de la politique agricole commune au respect d’exigences de base en matière d’environnement et de santé. La conditionnalité est mise en place depuis 2005. Elle garantit une agriculture plus durable et favorise ainsi une meilleure acceptation de la PAC par l'ensemble des citoyens. Ce dispositif soumet le versement de certaines aides communautaires au respect d'exigences en matière de bonnes conditions agricoles et environnementales (BCAE), de santé, et de protection animale.

## Cas de la France

### Différentes utilisations du terme en France
Plusieurs organismes ont intégré le concept d'agriculture durable dans leur appellation :
- L'« agriculture durable » portée par les 13 000 membres du Réseau CIVAM, rassemble des agriculteurs certifiés en agriculture biologique, d'autres non-certifiés, d'autres encore revendiquant le statut de producteur fermier par leurs engagements à suivre la Charte Nationale d'Engagement des Producteurs Fermiers et des cahiers des charges par production. Ce réseau est une force de proposition depuis 1994 en matière de politique agricole avec une approche concrète de terrain et à l'initiative d'une agriculture résolument moderne et d'avenir. Puisque ce réseau fait un travail de recherche permanent en ce qui concerne l'indépendance et la pérennité des systèmes agricoles familiaux tel que : l'efficacité énergétique en agriculture, sur l'indépendance et l'autonomie en protéine, sur la réduction de pesticides et d'engrais, sélection de semence adapté pour garantir un rendement optimale technique et économique au bénéfice de l'agriculteur et de l'environnement (non au bénéfice unique de l'agro-industrie). Tout le travail est naturellement accompagné d'un objectif indissociable de pérennité de revenu pour l'agriculteur et du développement de l'emploi agricole, tout en étant proche et en répondant à l'attente des consommateurs-contribuables (vente directe, restauration collective, porte ouverte, environnement mieux protégé[réf. nécessaire]…). Le Réseau agriculture durable (fusionné aujourd'hui avec la FNCIVAM) a ainsi pu proposer avec succès des mesures agro-environnementales très concrètes avec réduction d'intrants sur des systèmes herbagers et grandes cultures (en cours d'expérimentation).
- Les travaux développés par le comité scientifique de la méthode IDEA (Indicateurs de durabilité des exploitations agricoles) initialement pilotés par Lionel Vilain (Bergerie nationale de Rambouillet) de 1995 à 2010 sont présidés depuis 2011 par Frédéric Zahm, chercheur en agro-économie à l'Institut national de recherche pour l'agriculture, l'alimentation et l'environnement (INRAE)[16]. Ce comité scientifique représente une diversité de disciplines (agronomie, économie, géographie, sciences de gestion, zootechnie, systèmes alimentaires) et d'institutions (recherche, enseignement supérieur, enseignement technique agricole, institut technique, secteur associatif) et s'appuie sur les partenaires professionnels associés au processus de développement collaboratif mis en œuvre depuis 2015. Les travaux, à dimension internationale, ont abouti à la méthode IDEA4 utilisée par plus de 300 partenaires constitutifs de la communauté collaborative IDEA.
- L'Institut de l'agriculture durable (IAD). Cet institut privé, réunissant agriculteurs, associations, coopératives et industriels a pour objectif de valoriser et d'accompagner le développement des différentes formes d'agriculture de conservation en France[17]. En 2012, l'IAD a lancé une enquête nationale intitulée « L'agriculture durable et vous » afin de mieux cerner la perception de ce concept[18].

L'agriculture durable ne doit pas être confondue avec l'agriculture raisonnée, un concept qui s'appuyait sur un référentiel national certifié par l'État jusqu'en 2013 et a été remplacé depuis par un dispositif de certification environnementale.

## Organisation de l'agriculture durable
Le concept principal est celui d'une exploitation agricole constituée par un ensemble de sous-systèmes fonctionnant tous en interaction, un sous-système générant des entrées pour les autres, le système fonctionnant dans l'idéal en cycle fermé.

### Organisation en filière intégrée
L'agriculture durable doit être intégrée par tous les agents économiques de la filière, de la fourche à la fourchette (du producteur au consommateur), en incluant les parties prenantes concernées par :
- la limitation des nuisances olfactives et sonores,
- la limitation des pollutions de l'eau, de l'air et du sol (intrants azotés, phytosanitaires), ainsi que de la pollution génétique liée aux OGM...
- la limitation de l'appauvrissement de la diversité agricole liée aux techniques de sélection, d'hybrides stériles et de brevetage.

Le suivi en fonction des parcelles (agriculture de précision) nécessite l'utilisation de technologies de l'information, en particulier des systèmes d'information géographique.
Une filière doit être évaluée selon des critères normés communs à tous les agents économiques de la filière, en cohérence avec le cadre normatif des comptabilités nationales.

### Valorisation de la biomasse
Selon les principes de l'agriculture durable, la valorisation de la biomasse n'est pas réservée exclusivement à l'alimentation humaine. Il existe cependant une controverse sur la compétition possible entre alimentation et autres utilisations.
Les produits agricoles, ainsi que les déchets et résidus de l'activité agricole, peuvent produire :
- Bioénergie : production de chaleur et d'électricité, tel que biogaz (par méthanisation)
- Biocarburants
- Compost.

### Traçabilité
Assurer la sécurité sanitaire des aliments implique de mettre en place un suivi le long de toute la chaîne de production, « de la fourche à la fourchette ».
L'agriculture durable s'appuie sur des preuves et une traçabilité apportées par des certifications crédibles, établies par des certificateurs indépendants.
La mise en œuvre de filières intégrées d'agriculture durable met en jeu l'interopérabilité de systèmes hétérogènes, donc la cohérence et la qualité des données (voire leur sécurité), ce qui implique l'utilisation d'un cadre normatif global.
La normalisation relative aux denrées alimentaires est constituée par la série de normes ISO 22000 sur la
sécurité des denrées alimentaires.

## Stratégies de gestion du paysage

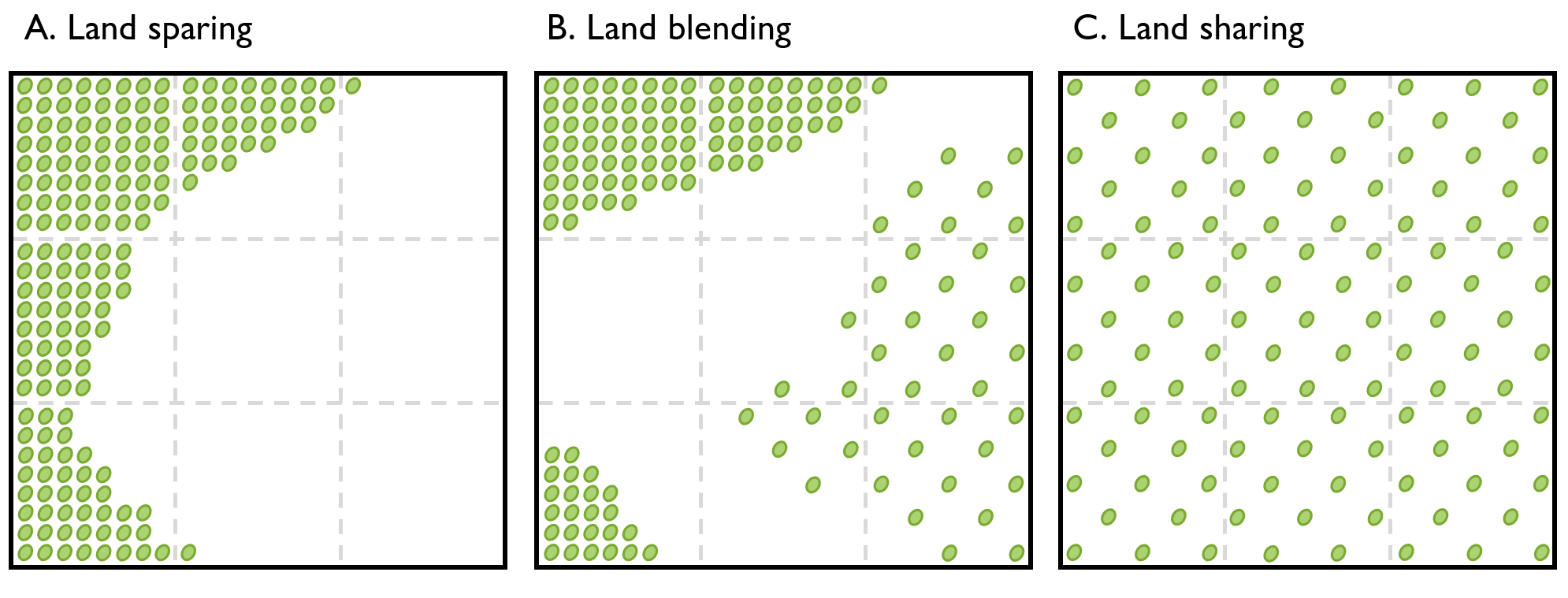
Représentation schématique des stratégies de gestion du paysage envisagées dans le débat entre le partage et l'économie des terres. Les cadres noirs représentent les paysages et les formes vertes la biodiversité (éléments naturels).

L’agriculture durable ne se limite cependant pas aux pratiques au sein de la parcelle, mais peut également s’envisager à l’échelle du paysage. En effet, cette approche plus globale s’avère particulièrement pertinente pour concilier les enjeux de préservation de la biodiversité tout en maintenant une production agricole suffisante. Dans ce contexte, deux stratégies d’aménagement du paysage sont traditionnellement opposées : l’économie des terres (land sparing) et le partage des terres (land sharing),,. Depuis plus d’une décennie, ces deux stratégies suscitent un intense débat dans la communauté scientifique, sans qu’aucun consensus clair n’émerge quant à leur efficacité respective à maximiser la préservation de la biodiversité et la production agricole, d’autant que cette dernière varie selon les contextes. Récemment, une troisième alternative fut introduite au débat : la stratégie dite de panachage des terres (land blending), une approche intermédiaire à l’intersection entre les deux modèles traditionnels.

### Économie des terres
L’économie de terres, ou land sparing en anglais, est une stratégie reposant sur la séparation spatiale stricte entre les terres dédiées à la production agricole et celles consacrées à la conservation,. Cette stratégie préconise l’augmentation du rendement des terres agricoles, notamment à travers l’agriculture intensive, afin de préserver les habitats naturels d’intérêt majeur pour la biodiversité de l’expansion agricole. Il s’agit là de la stratégie dominante employée depuis plus de 150 ans dans les pays développés.

### Partage des terres
Le partage des terres, aussi parfois appelé « agriculture respectueuse de la nature », repose sur l’intégration de la biodiversité au sein même des espaces de production agricole,. Cette approche mise ainsi sur la cohabitation entre agriculture et biodiversité à travers une réduction de l’intensification des pratiques agricoles. Elle se manifeste notamment à travers des pratiques agroécologiques telles que l’agroforesterie ou les systèmes de polyculture-élevage.

### Panachage des terres
Auparavant désignée comme « stratégie mixte », une appellation jugée trop ambiguë en écologie, le panachage des terres désigne une approche intermédiaire entre l’économie et le partage des terres. Contrairement à ces deux stratégies traditionnellement opposées, le panachage des terres propose une combinaison flexible des deux approches, adaptées aux spécificités du paysage. Cette troisième stratégie n’a émergé que récemment comme une alternative potentielle et crédible aux traditionnelles économie et partage des terres,. Des travaux récents ont mis en évidence son potentiel à concilier efficacement la préservation de la biodiversité et la production agricole, tout en apportant une meilleure résilience face aux changements et incertitudes.

## Outils d'évaluation
De nombreuses méthodes évaluatives font référence au concept d'indicateurs de durabilité à l'échelle de l'exploitation agricole. Cependant, ces méthodes n'intègrent parfois que la dimension environnementale, les dimensions sociales et économiques n'étant pas systématiquement prises en compte. On retrouve dans cette catégorie de nombreuses méthodes d'indicateurs agro-environnementaux ou d'autres outils développés pour une évaluation de la performance environnementale d'une exploitation agricole (Zahm, 2011). Les outils d'évaluation prennent différentes formes dans leur construction et approches. Il s'agit :
- d'indicateurs avec des degrés plus ou moins formalisés d'intégration dans un cadre conceptuel ou des listes d’indicateurs intégrés présents sous forme de tableaux de bord ;
- d'outils d'évaluation environnementale, tels que l'analyse du cycle de vie ;
- de systèmes de notation par écopoints ;
- de modèles de programmation linéaire ;
- de modèles d'arbitrage (trade-off) pour le choix de productions alternatives ;
- des approches énergétiques telles que le bilan énergétique en agriculture.

En France, les travaux du projet PLAGE (2008-2014) ont permis d'identifier plusieurs outils d'évaluation de la durabilité selon les dimensions environnementale, sociale et économique. Les états de l’art complets (Schader et al., 2014 ; Lairez et al., 2015 ; De Olde et al., 2016 ; Chopin et al., 2021), de même que les travaux du réseau national du RMT Erytage montrent une diversité importante des méthodes d’évaluation de la durabilité en agriculture basées sur des indicateurs (une soixantaine recensées). Parmi celles-ci, la méthode IDEA est l’une des quatre méthodes d’évaluation de la durabilité les plus utilisées dans l’Union européenne (De Olde et al., 2016) mais aussi en Afrique de l’Ouest, au Maghreb, au Mexique et en Amérique latine.
La méthode IDEA4 (indicateur de durabilité des exploitations agricoles) est une méthode scientifique soutenue par le ministère de l'Agriculture pour évaluer la durabilité d'une exploitation agricole. Elle est mobilisée depuis la fin des années 1990 dans l'enseignement agronomique (technique ou supérieur) et utilisée plus récemment par de très nombreux professionnels du conseil ou développement agricole et les collectivités territoriales et plus largement dans l'action publique pour accompagner des démarches de transition agroécologique. Elle est également utilisée dans le cadre de démarches individuelles de responsabilité sociétale des entreprises (RSE) en agriculture[réf. nécessaire]. Son assise théorique mobilise trois courants de la durabilité : la durabilité forte, l’agroécologie forte et la multifonctionnalité de l’agriculture. Son cadre conceptuel novateur est basé sur la combinaison de deux approches évaluatives de la durabilité de l’exploitation agricole : l’une par les 12 objectifs de l’agriculture durable et l’autre par les cinq propriétés des systèmes agricoles durables. Cette combinaison aboutit à deux grilles de lecture évaluatives mobilisant les mêmes 53 indicateurs. Ces deux grilles structurent l'évaluation respectivement selon les trois dimensions du développement durable (agroécologique, socio-territoriale et économique) et selon les cinq propriétés des systèmes agricoles durables (autonomie, robustesse, capacité productive et reproductive de biens et services, ancrage territorial et responsabilité globale). Cette double approche est unique dans le panorama international des méthodes et l'approche par les propriétés consolide la perspective systémique de l’exploitation agricole en introduisant une lecture transversale de sa durabilité.
La méthode IDEA4 s’ancre dans le courant de la durabilité forte (Daly, 1990) qui rejette l’hypothèse d’une substituabilité ou compensation parfaite entre ressources naturelles et capital manufacturé. Pour qualifier ce concept de durabilité d’une exploitation agricole, 12 objectifs et 5 propriétés ont été retenus. Les 12 objectifs concernent à la fois la dimension agroécologique des activités agricoles mais aussi la dimension socio-territoriale de l’agriculture et la dimension économique de l’exploitation agricole. Ils renvoient à deux niveaux de durabilité (Terrier et al., 2013) : (i) la durabilité restreinte qui qualifie les objectifs autocentrés de l’agriculteur correspondant à ses facteurs internes de durabilité et (ii) la durabilité étendue qui identifie les objectifs sociétaux d’une exploitation agricole contribuant au développement durable de niveaux d’échelles et d’organisations plus englobants (territoire, collectivité, pays, reste du monde).
Les cinq propriétés se définissent ainsi : l’autonomie d’une exploitation agricole correspond à sa capacité à produire des biens et des services à partir de ressources propres ou collectives locales (humaines, naturelles, physiques, cognitives, etc.), à permettre à l’exploitant agricole de disposer de sa liberté de décision et de développer des modes d'action permettant de limiter sa dépendance aux dispositifs de régulation publique (aides, quotas, droits à produire…) et aux acteurs de l’amont et de l’aval. La robustesse d'une exploitation agricole correspond à sa capacité à faire face à des variations (internes ou externes) de différentes intensités (fluctuations, perturbations, chocs) et de différentes natures (environnementales, sociales, économiques), et à conserver ou retrouver un état d’équilibre. Elle intègre de façon englobante les concepts de résilience, d'adaptation, de flexibilité. La capacité productive et reproductive de biens et services d’une exploitation agricole correspond à sa capacité à produire et à reproduire dans le temps long, de manière efficiente, des biens et services, en dégageant suffisamment de revenu pour maintenir l’activité, sans dégrader sa base de ressources naturelles et sociales. L’ancrage territorial d’une exploitation correspond à sa capacité à contribuer à un processus de co-production et de valorisation de ressources territoriales. Il caractérise également la nature et l'intensité des liens marchands et non marchands que l’exploitation agricole construit avec son territoire, ses habitants, ses acteurs, son groupe social de vie. La responsabilité globale d’une exploitation correspond au degré d'engagement de l'exploitant agricole dans une démarche globale qui prend en compte les impacts environnementaux, sociaux et économiques dans ses choix de pratiques et d’activités. Cet engagement se structure autour de valeurs renvoyant à l'éthique et à l'équité (Zahm et al., 2019).

### Dispositions législatives
À la suite du Grenelle de l'environnement, le ministère français de l'Agriculture a lancé à un plan « Objectif Terres 2020 », dont l'objectif était de mettre en œuvre un nouveau modèle agricole français plus respectueux des exigences de développement durable.
Ce plan se décline dans une dimension énergétique en un plan de performance énergétique des exploitations agricoles, qui commence par un bilan énergétique en agriculture.
La loi de modernisation de l'agriculture et de la pêche de 2010 a mis en place le plan régional d'agriculture durable. Le décret d'application de cette loi relatif au plan régional d'agriculture durable, du 16 mai 2011, a modifié le code rural (article D111-1).

### Place dans le plan national d'adaptation au changement climatique
L'agriculture fait l'objet du chapitre V (éclairages sectoriels), première section du plan national d'adaptation au changement climatique (p. 63). La recommandation no 30 précise :

« Pour l’agriculture, l’adaptation passera par la modification de l’utilisation des sols, des modes de culture et des variétés utilisées, ainsi que par une meilleure gestion des ressources hydriques. Les conséquences du réchauffement climatique devront être prises en considération dans le cadre des politiques agricoles et des aides à l’agriculture (comme dans les programmes opérationnels de la future politique de développement rural). La création d’un forum d’échange d’information entre l’administration et les professions agricoles sur les changements climatiques permettrait une meilleure estimation des conséquences et une amélioration des politiques d’adaptation. »